# Félicité Robert de Lamennais
Félicité Robert Lamennais (Saint-Malo, 19 de junio de 1782-París, 27 de febrero de 1854), originalmente De La Mennais, fue un filósofo, teólogo católico y político francés, condenado por las Encíclicas Mirari vos, de 1832, por su pensamiento católico liberal, por la Singulari Nos, de 1834, y por persistir en sus ideas con el libro Paroles d'un croyant (en español, Palabras de un creyente).[cita requerida]

## Datos biográficos
Félicité Robert de Lamennais quedó huérfano de madre desde muy pequeño, a los cinco años. Su padre, que era empresario y armador, se ocupó poco de él, y dejó su educación a cargo de su hermano mayor, Jean-Marie de La Mennais, fundador de los Hermanos de la Instrucción Cristiana, y de su tío, Robert de Sandrais, que abrió su amplia biblioteca a sus sobrinos. En esa biblioteca, Lamennais descubrió, sin orden ni concierto, a Platón, a Tácito, a Cicerón, a Blaise Pascal, a Nicolas Malebranche, a Voltaire y a Jean-Jacques Rousseau —a quien ya había leído con diez años—, pero también la Biblia. Autodidacta, consiguió una formación bastante amplia, aunque poco dirigida.[cita requerida]

### Carrera eclesiástica
Su director espiritual le anima a ordenarse sacerdote, lo que hace en 1816. Aunque no muestra una gran vocación, ve en ello una oportunidad para conseguir notoriedad en el terreno literario. Se inicia en la literatura traduciendo la Imitación de Cristo de Tomás de Kempis. Entre 1817 y 1823 publica un Ensayo sobre la indiferencia en el que adopta posiciones cercanas a los llamados ultramontanos. Los católicos descubren en él a alguien educado capaz de polemizar con ilustrados y volterianos. Lamennais califica al filósofo individualista de ser anormal, de hombre separado de la sociedad humana y contrario al sentido común, que para Lamennais es el único criterio válido. El cristianismo es, según él, la culminación de todos los conceptos morales y espirituales de la humanidad.
Lamennais funda la Congregación de San Pedro, cuyo objetivo es dotar a Francia de un clero culto, capaz de responder con argumentos a las críticas de filósofos e incrédulos. En esta época colabora con diversos medios católicos y conservadores. Se muestra partidario de la separación entre la Iglesia y el Estado, y por ello es contrario al galicanismo.

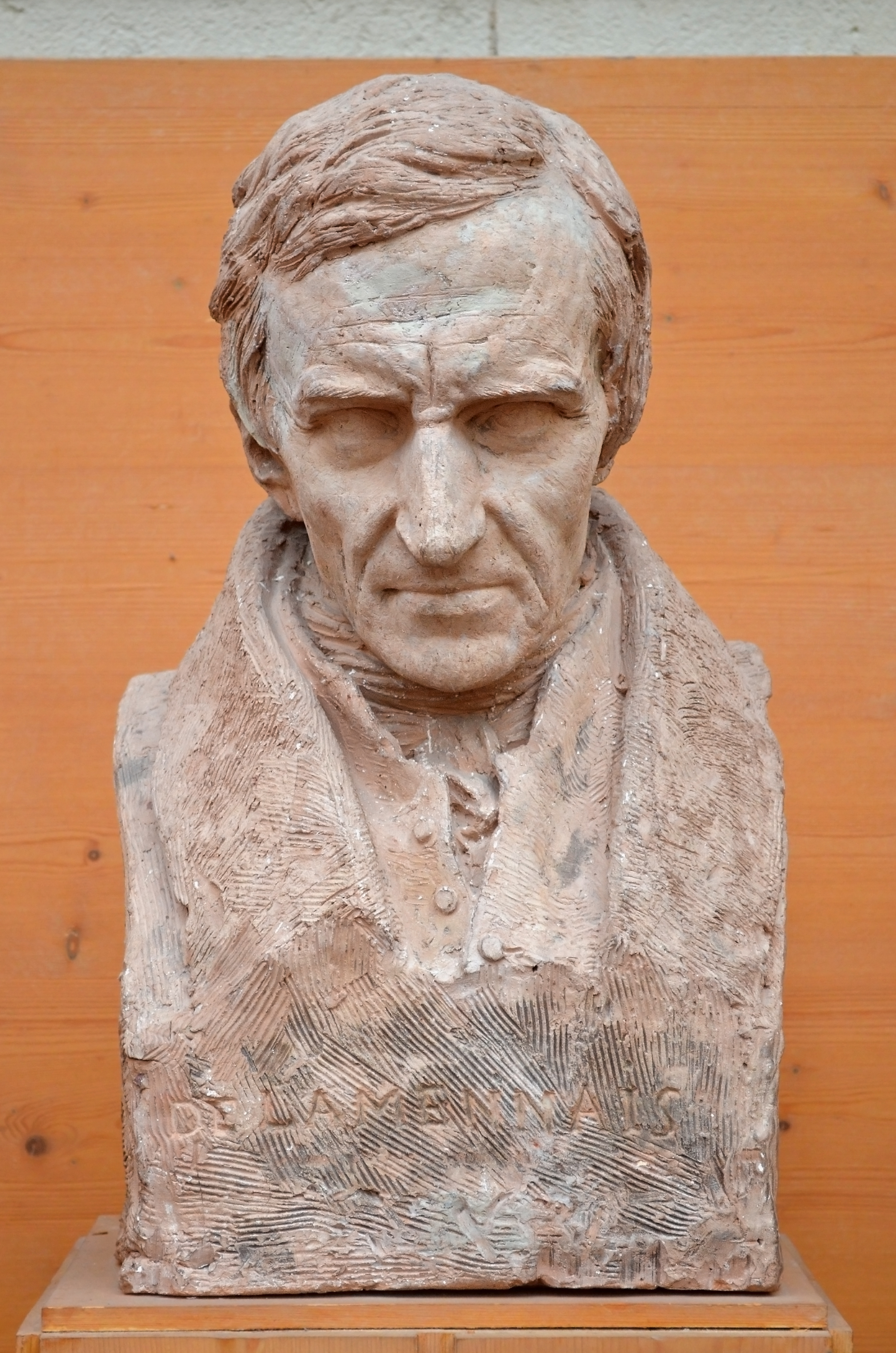
Félicité Robert de Lamennais por David d'Angers (1839).

Pero sus mismas creencias le llevan a evolucionar y apoyar las causas de la independencia de los belgas e irlandeses, causas fuertemente enraizadas en el catolicismo. Lamennais aparece como una especie de revolucionario exaltado al que siguen los católicos liberales de Francia, Bélgica, Irlanda y Polonia, con lo que despierta desconfianza entre la jerarquía eclesiástica.
La represión por parte de las autoridades rusas de la revuelta polaca en 1831, con el apoyo explícito de Gregorio XVI subleva a Lamennais, que manifiesta su indignación en su viaje a Roma en 1832. En su obra Palabras de un creyente (1834) ataca el uso de la fuerza, y descalifica al Papa, considerándolo un renegado. Este libro marca su punto de ruptura con la iglesia. Tras ser condenado por el Papa en la encíclica Mirari vos va perdiendo influencia poco a poco. Sus numerosos seguidores no parecían dispuestos a dejar la Iglesia para seguir a alguien calificado de apóstata. Sin embargo, el 9 de abril de 1835, sus amigos Fleury, Arago y Liszt le presentaron a George Sand. Su salón se convirtió en un auténtico cenáculo republicano. Lamennais permanecerá muy unido a ella. Sentirá rechazo hacia las ideas de George Sand sobre la libertad social y el divorcio, pero será su iniciadora, junto a Michel de Bourges, en los caminos del socialismo político. George Sand le llegaría a decir: "Le contamos entre nuestros santos... es usted el padre de nuestra nueva Iglesia". A veces se lo considera un difuso precursor de los valores del anarquismo; aunque no lo reconoció explícitamente como tal, el anarquista Mijaíl Bakunin dijo sobre él a manera de elogio: "Si hubiera vivido más, habría resultado siendo ateo", esto lo comentaba por el progresivo avance de las ideas humanistas de Lamennais contrastado con la cada vez menor importancia que le daba a la cuestión eclesiástica y religiosa.

### Su periodo no católico
En 1837, publicó el Libro del pueblo, auténtico libro de lucha. Siguió apoyando la causa popular desde el catolicismo, y en 1841, tras atacar al gobierno del rey, fue condenado a un año de cárcel. Entre 1841 y 1846 escribió Esbozo de filosofía, en el que desarrolla un concepto de cristianismo sin Iglesia, capaz de agrupar a las masas para conducirlas al progreso por la caridad. En 1848 fue elegido diputado en la Asamblea Constituyente, pero tras el golpe de Estado del 2 de diciembre se retiró a sus propiedades en Bretaña. Rechazó reconciliarse con la Iglesia y pidió ser enterrado sin rito alguno. Su cadáver fue echado a la fosa común del cementerio Père-Lachaise.

## Pensamiento

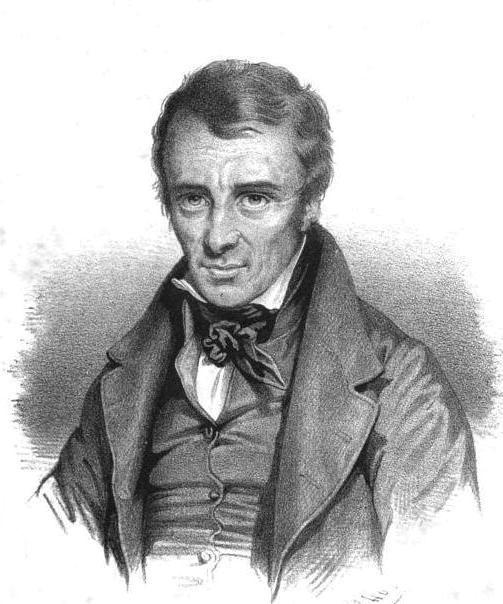
Lamennais

Lamennais está considerado como uno de los precursores del socialismo cristiano y también del catolicismo liberal, ya que contribuyó notablemente a que los católicos tomaran conciencia de los problemas obreros. Se discute si fue un socialista en el pleno sentido de la palabra aunque en su época el alemán Lorenz von Stein en un libro sobre el socialismo y el comunismo en Francia publicado en 1842 lo definió como portador de un «comunismo religioso». Los que, como G. D. H. Cole, defienden que no fue socialista destacan el hecho de que nunca cuestionó la propiedad privada, pero otros, como Gian Mario Bravo, afirman que del espíritu de sus ideas se pueden deducir «innumerables apuntes socialistas», como lo probaría la influencia que ejerció sobre muchos pensadores socialistas y comunistas, como el alemán Wilhelm Weitling, y ello a pesar de que criticara en numerosas ocasiones a los socialistas por su materialismo, por su negación de la propiedad privada y por su rechazo a la política como medio para resolver los problemas sociales.
En su evolución intelectual fue decisiva la Revolución de Julio de 1830 ya que a partir de entonces abandonó el ultramontanismo para identificarse con el «principio de la libertad», lo que le llevó a defender la libertad de culto y a proponer la renovación del catolicismo y la separación de la Iglesia y el Estado. Sus nuevas ideas, que incluían sus respuestas a la cuestión social, las expresó por primera vez en Paroles d'un croyant (Palabras de un creyente), una obra publicada en 1834 que tuvo un éxito fulgurante en Francia y en toda Europa, gracias a las numerosas traducciones que se hicieron de ella. Partiendo de la idea de la hermandad universal de todos los hombres Lamennais realizaba una violenta crítica de la realidad social de su tiempo y proclamaba el reino de Dios en la tierra, enlazando así con la obra del socialista Henri de Saint-Simon El nuevo cristianismo publicada nueve años antes. Alphonse de Lamartine la llamó el «Evangelio de la insurrección» y supuso la ruptura de Lamennais con la Iglesia católica.
En  De l'esclavage moderne (1839) se ocupó más directamente de «quienes, no poseyendo nada, viven únicamente de su trabajo», y denunció que la situación de los obreros era la misma que la de los esclavos antiguos, utilizando un lenguaje no muy alejado del que emplearán Marx y Engels nueve años después en el Manifiesto comunista.

¿Qué es hoy el proletario respecto al capitalista? Un instrumento de trabajo. Liberado con el derecho vigente, libre legalmente de su persona, ya no es, ciertamente, una propiedad que pueda venderse o comprarse por quien la usa. Pero esta libertad es solamente imaginaria. Los cuerpos no son esclavos; lo es la voluntad. ¿Acaso puede decirse que es una voluntad real la que sólo puede elegir entre una muerte espantosa e inevitable y la aceptación de una ley impuesta? Las cadenas y los azotes del esclavo moderno son el hambre.

Las soluciones que propone Lamennais para acabar con la «esclavitud moderna» difieren notablemente de la mayoría de los socialistas pues, aunque apoya la formación de sindicatos y de cooperativas de producción, él cree que la clave estriba en la democratización del Estado gracias al sufragio universal, que permitirá el acceso del pueblo al poder político y desde él reorganizar la vida económica para difundir la propiedad entre todos los trabajadores. «Lamennais sostenía que el hombre no podía ser libre sin propiedad, y que por lo tanto esta no podría caer en manos del Estado (de ahí su no socialismo), y cada individuo debería obtener una parte de bienes según sus necesidades, con la única salvaguardia de la justicia distributiva».

## Obras
- Ensayo sobre la indiferencia religiosa (1817-1823)
- Sobre la religión considerada en sus relaciones con el orden político y civil (1826)
- Los progresos de la revolución y de la guerra contra la iglesia (1829)
- Palabras de un creyente (1834)
- Tercera recopilación (1835)
- Asuntos de Roma (1836)
- Libro del pueblo (1837)
- Esbozo de filosofía (1840-46)
- Sobre la religión (1841)